# Filtre IR

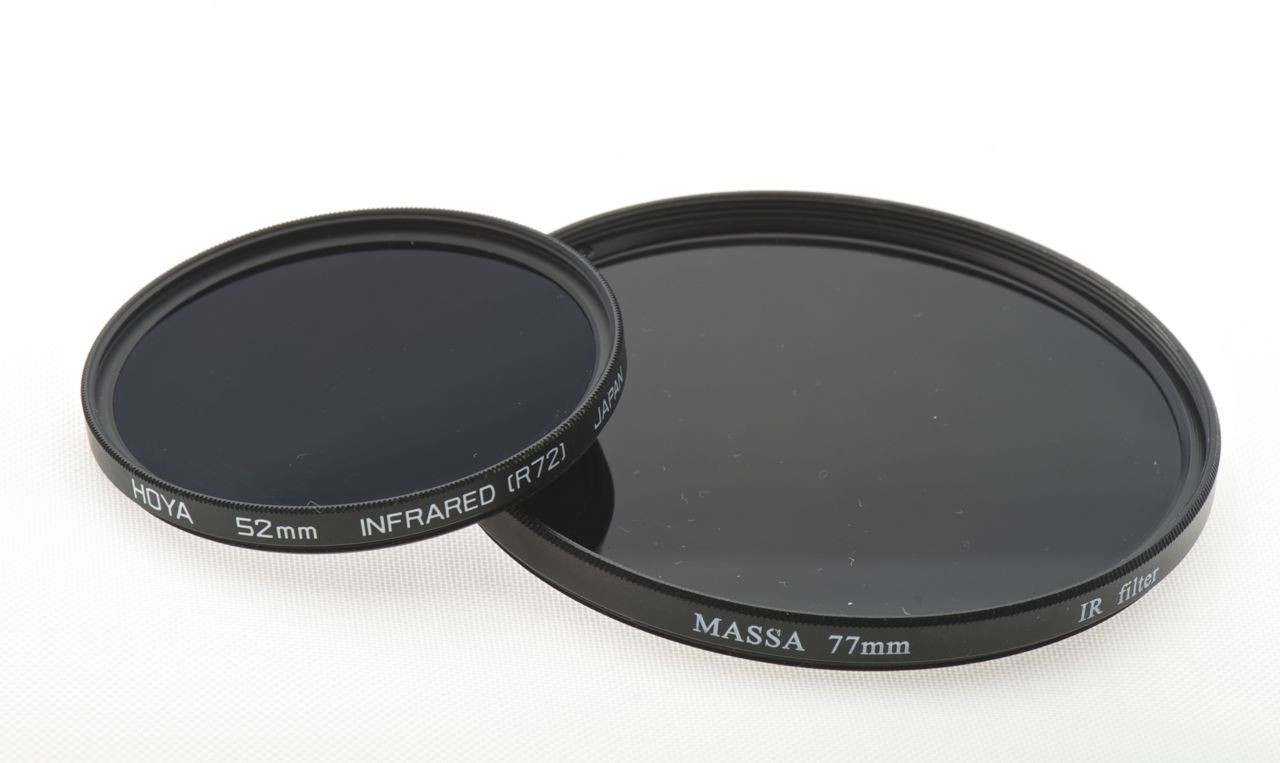
Filtres ANAR, utilitzats en fotografia.

Un filtre d'infrarojos, filtre ANAR de vegades anomenat filtre d'absorció de calor, està dissenyats per reflectir o bloquejar les longituds de l'ona infraroja deixant passar la llum de l'espectre visible. Sovint s'utilitzen en dispositius que incorporen una bombeta incandescent d'alta intensitat (com per exemple un projector de diapositives o un projector de vídeo) per evitar un escalfament no desitjat.
Els materials més habituals empress en la seva fabricació són el vidre (major qualitat, major preu) i la gelatina (preu més baix).

## Usos
Hi ha filtres que s'utilitzen en dispositius d'estat sòlid (en càmeres de vídeo CCD o CMOS) per bloquejar els IR a causa de l'alta sensibilitat dels sensors de moltes càmeres a la llum proper a l'infraroja. Aquests filtres solen tenir una tonalitat blava, i de vegades també bloquegen part de la llum de longitud d'ona propera al vermell.